# Loi de Xenakis
 (avril 2025).
Si vous disposez d'ouvrages ou d'articles de référence ou si vous connaissez des sites web de qualité traitant du thème abordé ici, merci de compléter l'article en donnant les références utiles à sa vérifiabilité et en les liant à la section « Notes et références ».
En pratique : Quelles sources sont attendues ? Comment ajouter mes sources ?
La loi de Xenakis est la loi d'une variable aléatoire positive, utilisée par Iannis Xenakis en musique stochastique, par exemple pour les durées des notes et leur variation de hauteur.

## Définition
La loi de Xenakis est la loi de la longueur d'un segment inclus dans un segment de longueur a. C'est donc une loi triangulaire de paramètres 0, a et 0.

## Propriétés

### Densité
La densité de la loi de Xenakis est, dans sa forme standard, une fonction affine sur [0 , a] s'annulant en a.
{\displaystyle p(x)={\begin{cases}{\frac {2}{a}}\left(1-{\frac {x}{a}}\right)&{\text{ si }}x\in [0,a]\\0&{\text{ sinon.}}\end{cases}}}
Le paramètre a est donc un paramètre d'échelle ; la forme standard de la loi de Xenakis ne présente pas de paramètre de position.

### Fonction de répartition
La fonction de répartition de la loi de Xenakis est du second degré. Par conséquent, on peut simuler celle-ci à l'aide d'une loi uniforme continue. En effet, si X est une variable aléatoire uniforme sur [0 ; 1], {\displaystyle a\left(1-{\sqrt {1-X}}\right)} est une variable aléatoire de Xenakis de paramètre a.
{\displaystyle F(x)={\begin{cases}0&{\text{ si }}x<0\\1-{\frac {(x-a)^{2}}{a^{2}}}&{\text{ si }}x\in [0,a]\\1&{\text{ si }}x\geqslant a.\end{cases}}}

## Loi de Xenakis de paramètres affines fixés

### Loi de Xenakis de paramètre 1
La loi de Xenakis sur [0 ; 1] est une loi bêta de paramètres 1 et 2. On peut donc définir la loi de Xenakis de paramètre 1 comme la loi du minimum de deux variables aléatoires uniformes sur [0 ; 1].

### Loi de Xenakis centrée réduite
La loi de Xenakis centrée réduite, donc d’espérance 0 et d’écart type 1, est définie sur {\displaystyle [-{\sqrt {2}};2{\sqrt {2}}]} par :
{\displaystyle p(x)={\frac {2{\sqrt {2}}-x}{9}}}.

## Distributions associées
- Le minimum de deux variables aléatoires de Xenakis de paramètre 1 suit une loi bêta de paramètres 1 et 4.

## Simulation
Pour simuler une variable de Xenakis de paramètre 1 à partir de variables uniformes sur [0 ; 1], on a le choix entre trois méthodes :
1. la définition, en rappelant que la distance entre deux nombres est la valeur absolue de leur différence ;
2. Le fait qu'une variable de Xenakis est une variable de loi bêta, le minimum de deux nombres étant assez rapide à calculer (cette façon de faire n'était apparemment pas connue de Xenakis) ;
3. l'utilisation de l'inverse de la fonction de répartition, qui est d'ailleurs celle utilisée par Xenakis[3].